# 情色性

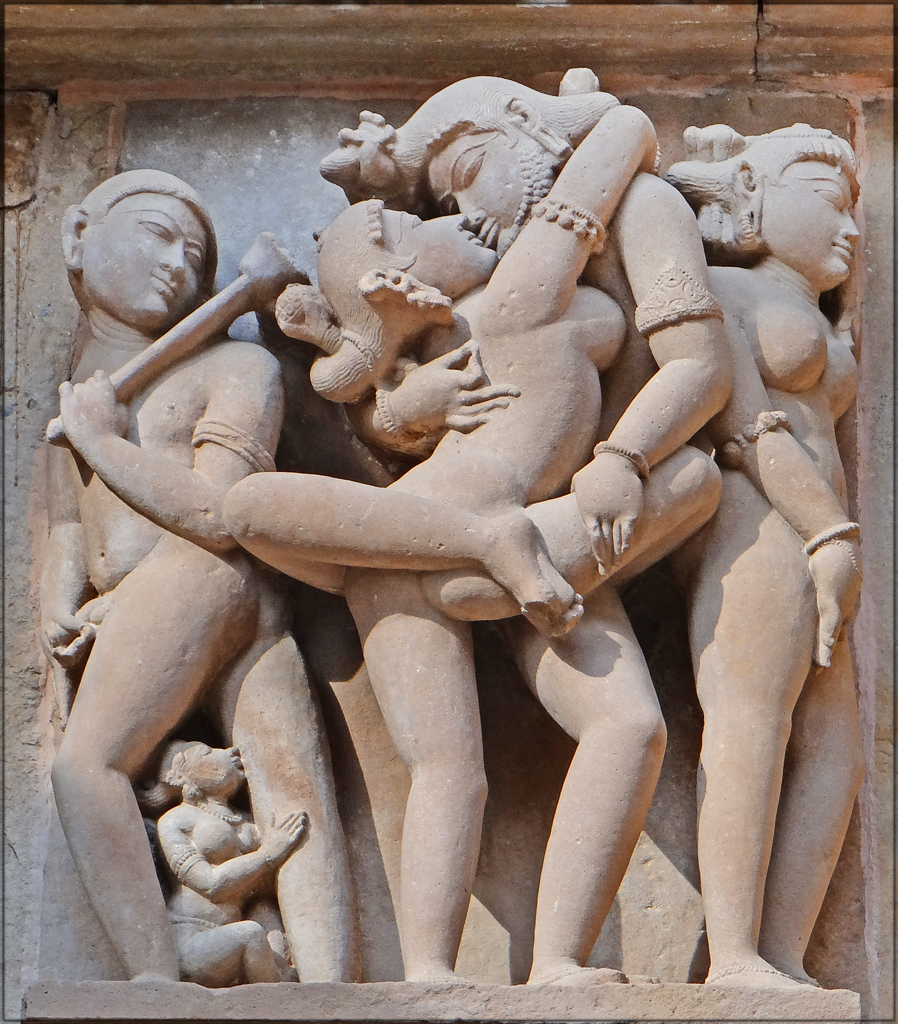
楣拉霍庫印度廟的情色欲樂像

情色性（英語：Eroticism）是指引起性感受的特质，以及关于性欲、感官、浪漫關係的美学思辨。此一特質能夠在不同的藝術作品上找到，比如绘画、雕塑、照片、戏剧、電影、音乐、文學、廣告。
正如法國小說家奥诺雷·德·巴尔扎克指出，情色性的定義不僅只與某人的性道德有關，還取決於其所身處的文化和時代。

## 定義
有鑑於情色的本質是流動的，故早期定義將它設想成某種形式的肉體或浪漫之愛，有的則直接將其等同性慾。比如1755年版的《百科全书，或科学、艺术和工艺详解词典》將情色定義為「一個形容词，其适用于一切跟两性之爱有关的事物；它特指那種無節制的放蕩」、 
情色的定義完全取決於觀者的文化和品味，故此人們乃至批判者很容易將完全依賴上述判斷的情色性跟色情混淆。反色情活動家安德里亞·德沃金表示：「情色只不過是更高檔次的色情罷了；它們有着更好的制作、更好的构思、更好的执行過程、更好的包装，為較上流之人士而設計」。林恩·亨特就這類型的混淆寫道：「這证明了……很難清楚劃分情色與色情……情色與色情分離的歷史乃待人補白」。

## 生物演化
情色性与文化及其色情製品有关，演化心理学已揭示了情色性如何影響人性的演化。

## 精神分析学

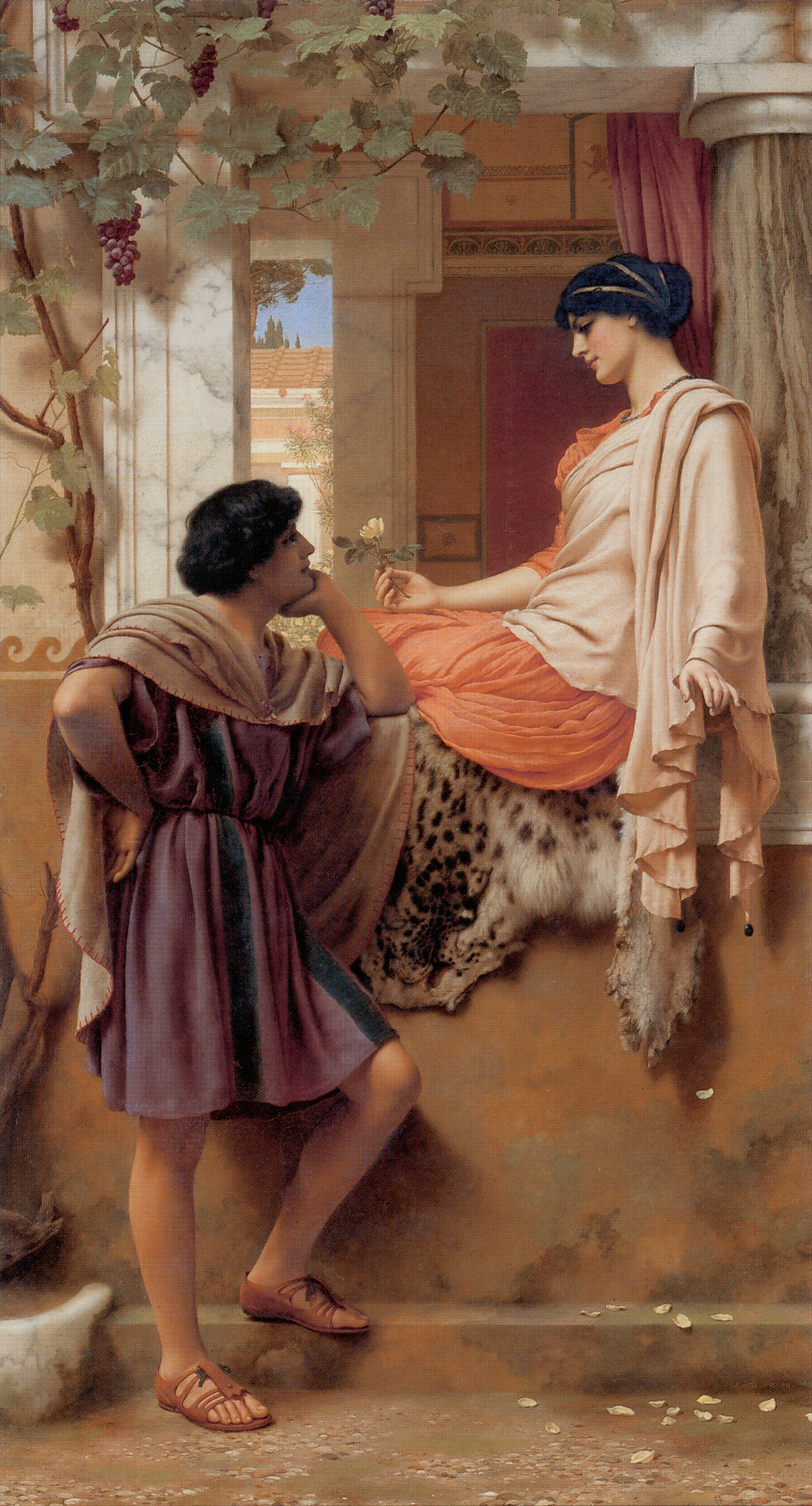
約翰·威廉·高多德的《很久很久以前的故事》（The Old, Old Story）

心理治療師在西格蒙德·弗洛伊德的影響之下，開始經由希臘哲學了解情色背後的審美。對於柏拉图而言，当主体寻求超越自身，与客体/他者交融时，厄洛斯就会有一种近乎超然的表现：「一條正確的途徑……可以自己遵循着它去愛，先從這個個別的美的東西開始……到一切美的形體，更從美的形體到那些美的行動，從美的行動到美的知識，最後從各種知識終於到達那種無關是關於美的知識」。

## 法國哲學
當代法國對於情色性的概念可追溯至啟蒙時代，「在18世紀期間，字典将情色定义为跟愛有關的事物……情色性是私人事務對於公共領域的入侵」。法国哲学家喬治·巴代伊於20世紀間發表了同樣的觀點，他認為情色性消去了人的主體性與人性之間的界限——暫時地消去理性的世界，並指「情色性當中的慾望是战胜禁忌的慾望。它以人与自身的冲突为前提」。對於巴代伊等一眾法國哲學家而言，「情色性並不只關乎性行為，它是一種心理上的追求……情色性即是對於生與死的認同」。

## 非異性戀

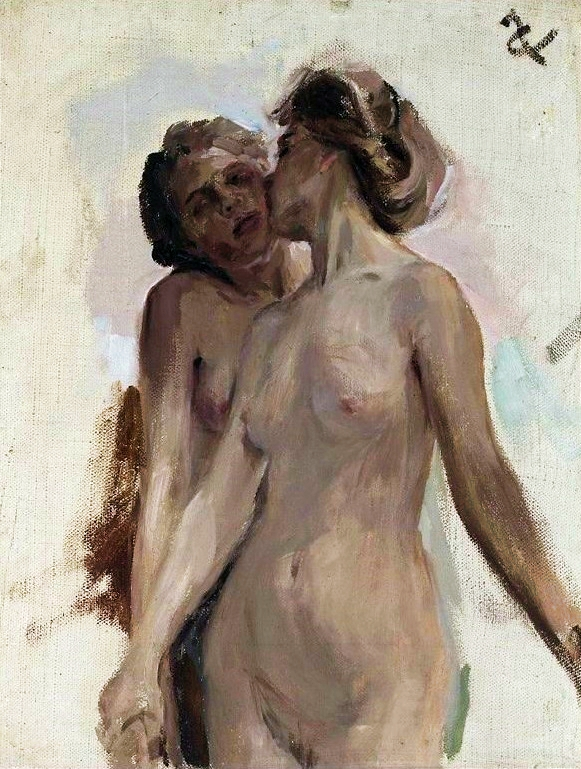
扬·西贡斯基的《象征性舞蹈》（Symbolic dance）

酷儿理论和LGBT研究會從非異性戀的角度探討情色性，並認為現代主義和精神分析對於情色性的看法十分古板 、以異性戀為中心，表示有關論述主要由「誤認為自己的壓抑性偏好」是常态的「少数精英、异性戀、资产阶级男性」撰写，受眾同是這一批人。
伊芙·科索夫斯基·塞奇威克、蓋兒·魯賓、玛丽莲·弗莱等一眾理論家分别从异性恋、女同性恋、分离主义的角度，去為情色性進行大量論述，他們認為情色性既是一种政治力量，也是对於边缘化群体的文化批判。马里奥·巴尔加斯·略萨總結道：「情色性有其自身的道德正當性。因为它说快乐对我来说就足够了；它是個體主權的表現」。